# Кузнецова, Светлана Николаевна (лыжница)
Светлана Николаевна Кузнецова (в девичестве Бочкарёва; 3 февраля 1984) — российская лыжница, призёр чемпионата России, победительница всемирной Универсиады. Мастер спорта России.

## Биография
Воспитанница Яранской ДЮСШ Кировской области, тренер — Николай Анатольевич Бочкарёв. На внутренних соревнованиях представляла Республику Татарстан (г. Казань, Зеленодольск) и спортивное общество «Динамо». Тренеры в Татарстане — А. Г. Романов, С. А. Кузнецов.
На уровне чемпионата России завоевала ряд медалей, в том числе серебро в 2019 году в эстафете в составе сборной Татарстана; бронзу в 2010, 2013, 2015 годах в эстафете, в 2019 году в гонке на 50 км. Призёр этапов Кубка России, неоднократная победительница и призёр чемпионатов федерального округа.
Участница всемирной Универсиады 2011 года в Эрзуруме, где стала чемпионкой в женской эстафете, а также заняла шестое место в гонке на 5 км, седьмое место в гонке на 15 км и 20-е место в скиатлоне.
В сезонах 2010/11 и 2011/12 принимала участие в гонках Кубка мира. На этапе в Оберстдорфе в январе 2011 года в спринте показала свой лучший результат — 20-е место.
Также принимала участие в соревнованиях на лыжероллерах. Участница чемпионата мира 2019 года (девятое место в гонке на 10 км), Кубка мира.
Завершила спортивную карьеру в 2020 году.
Мать двоих детей.